# Hauts-Plateaux
Departament Hauts-Plateaux – departament w Regionie Zachodnim w Kamerunie ze stolicą w Baham. Na powierzchni 415 km² żyje około 117 tys. mieszkańców.